# آئویی توکوگاوا ساندای
آئویی توکوگاوا ساندای (به ژاپنی: 葵 徳川三代) نام یک مجموعه تلویزیونی تاریخی و سی و نهمین سری از فیلم‌های مجموعه تلویزیونی تایگا است. این مجموعه توسط ان‌اچ‌کی در سال ۲۰۰۰ میلادی ساخته شده است. در این مجموعه نقش توکوگاوا ایه‌یاسو توسط ماساهیکو تسوگاوا ایفا شده است.
این مجموعه با مرگ تویوتومی هیده‌یوشی آغاز می‌شود.

## بازیگران

### شوگون
- ماساهیکو تسوگاوا در نقش توکوگاوا ایه‌یاسو - نخستین شوگون از شوگون سالاری توکوگاوا
- توشی‌یوکی نیشیدا در نقش توکوگاوا هیده‌تادا - دومین شوگون
- Onoe Tatsunosuke II در نقش توکوگاوا ایه‌میتسو - سومین شوگون
  - تاکایوکی یامادا در نقش ایه میتسوی کودک

### Tokugawa clan
- شیما ایواشیتا در نقش اوایو - همسر هیده تادا
- ایسوزو یامادا در نقش Odai no kata - mother of Ieyasu
- Kyōko Mitsubayashi در نقش Acha no Tsubone
- Minako Osanai در نقش اومان نو کاتا
- Michiko Godai در نقش Lady Chaa
- کیرین کیکی در نقش کاسوگا نو تسوبونه
- میکی ساکای در نقش توکوگاوا ماساکو
- یوکو موری گوچی در نقش اوکاجی-نو-کاتا
- Nanako Ōkōchi در نقش سن هیمه
  - Marika Matsumoto در نقش سن هیمه کودک
- Fujita Okamoto در نقش یوکی هیده‌یاسو
- Hiroyuki Sakamoto در نقش ماتسودایرا تاداترو
- Hayato Ōshiba در نقش توکوگاوا یوریفوسا
- Manabu Hamada در نقش هوشینا ماسایوکی
- Asumi Nakada در نقش هاروهیمه
- یوکی ناکاما در نقش اوراکو

### دایمیوهای فودای
- Shigeru Kōyama در نقش هوندا ماسانوبو
- Ikkei Watanabe در نقش هوندا ماسازومی - the eldest son of Masanobu
- جو شیشیدو در نقش هوندا تاداکاتسو - one of the توکوگاوا شیتننو
- هیروشی کاتسونو در نقش ای نائوماسا - one of the Shitennō
- کوجی شیمیزو در نقش ساکاکی‌بارا یاسوماسا - one of the Shitennō
- Taro Ishida در نقش Ōkubo Tadachika
- تاکاشی ساسانو در نقش توری موتوتادا
- Ryūzō Hayashi در نقش Doi Toshikatsu
- Mizuho Suzuki در نقش ایتاکورا کاتسوشینگه
- Masaki Terasoma در نقش ایتاکورا شیگه‌ماسا
- Hiroshi Iwasaki در نقش Sakai Tadayo
- Katsumi Chō در نقش Naitō Kiyonari
- Saburo Ishikura در نقش آئویاما تاداتوشی

### تویوتومی
- Onoe Kikunosuke V در نقش تویوتومی هیده‌یوری
- مایومی اوگاوا در نقش یودو-دونو - the second wife of Hideyoshi
  - Mei Kurokawa در نقش Cha-cha (Young Yodo)
- ماتسوکو کوسابوئه در نقش ننه (شخص) - the first wife of Hideyoshi
- مایوکو فوکودا در نقش Yuihime - the daughter of Hideyori
- ننجی کوبایاشی در نقش کاتاگیری کاتسوموتو
- Naoki Hosaka در نقش اونو هاروناگا
- Teruhiko Saigō در نقش سانادا یوکیمورا
- Takayuki Sugō در نقش کونیشی یوکیناگا
- Yoshisada Sakaguchi در نقش Nakamura Kazu'uji

### گوتایرو
- Kazuo Kitamura در نقش مائدا توشی‌ایه
- Ken Utsui در نقش موری تروموتو
- ترویوکی کاگاوا در نقش اوکیتا هیده‌ایه
- Tsunehiko Kamijō در نقش اوئسوگی کاگه‌کاتسو

### گو-بوگیو
- تورو اموری در نقش ایشیدا میتسوناری
- Shinichiro Mikami در نقش آسانو ناگاماسا
- کی ساتو در نقش ماشیتا ناگاموری
- Toshio Kurosawa در نقش ناتسوکا ماساایه
- Hiroshi Kamiyama در نقش مائدا گنئی

### خاندان ایشیدا
- Masane Tsukayama در نقش Ishida Masazumi
- Taketoshi Naito در نقش ایشیدا ماساتسوگو
- کیکو تاکاهاشی در نقش Orin - wife of Mitsunari
- ایسائو ناتسویاگی در نقش شیما ساکون

### سپاه شرقی
- Ryō Tamura در نقش تودو تاکاتورا
- شینجی یاماشیتا در نقش کورودا ناگاماسا
- Shunsuke Kariya در نقش کاتو کیوماسا
- کیزو کانیه در نقش فوکوشیما ماسانوری
- Satoru Saitō در نقش یامائوچی کاتسوتویو
- Kei Suma در نقش داته ماسامونه
- Tsutomu Isobe در نقش ایکدا تروماسا
- Hideaki Tezuka در نقش Tsuda Shigemoto
- Hiroyuki Watanabe در نقش آسانو یوشیناگا
- Shirō Saitō در نقش Tanaka Yoshimasa
- Taishi Horikoshi در نقش سانادا نوبویوکی

### سپاه غربی
- Toshiyuki Hosokawa در نقش اوتانی یوشیتسوگو
- Akaji Maro در نقش شیمازو یوشی‌هیرو
- Kazuma Suzuki در نقش کوبایاکاوا هیده‌آکی
- Ichirō Zaitsu در نقش آنکوکوجی اکی
- Shinya Ōwada در نقش تاچیبانا مینه‌شیگه

### Kyōgoku
- Akira Onodera در نقش کیوگوکو تاکاتسوگو
- Kuriko Namino در نقش اوهاتسو

### Hosokawa
- Isao Sasaki در نقش هوسوکاوا تادائوکی
- کیوکا سوزوکی در نقش هوسوکاوا تاما
- شون اوگوری در نقش هوسوکاوا تاداتوشی

### Imperial House
- Hiroyuki Kinoshita در نقش امپراتور گو-یوزی
- مینوری ترادا در نقش نیجو آکیزانه
- Junpei Morita در نقش Sanjōnishi Sane'eda
- Noriko Ogawa در نقش Sadako
- Norihiro Inoue در نقش Kajūji Mitsutoyo
- Kazutoyo Yoshimi در نقش Karasumaru Mitsuhiro

### دیگران
- ناکامورا بایجاکو دوم در نقش توکوگاوا میتسوکونی, aka Mito Kōmon
- Kazuyo Asari در نقش Sassa Sukesaburō, aka Suke-san
- Machiko Washio در نقش Asaka Tanpaku, aka Kaku-san
- Terence O'Brien در نقش ویلیام آدام, aka Miura Anjin
- Noriko Shōji در نقش a reporter (herself)